# White Spirit
White Spirit ist eine britische Band, die als einer der Vorreiter der New Wave of British Heavy Metal (NWoBHM) gilt.

## Bandgeschichte
White Spirit gründete sich 1975 in Hartlepool. Zum Gründungs-Line-up gehörten der spätere Iron-Maiden-Gitarrist Janick Gers, Graeme Crallan (Schlagzeug), Sänger Bruce Ruff, Bassist Phil Brady und Malcolm Pearson (Keyboards). 1980 unterschrieb die Gruppe im Zug des NWoBHM-Booms einen Plattenvertrag bei Neat Records und veröffentlichte dort die Single Backs to the Grind. Sie erreichte Platz 3 der Independent-Charts. Die B-Seite Cheetah wurde auch auf dem Sampler Metal for Muthas Volume II veröffentlicht. Dank eines Kooperationsdeals von Neat Records mit dem Majorlabel MCA erschien neben dem Debüt der Tygers of Pan Tang auch das selbstbetitelte Debütalbum von White Spirit auf dem Label. Das Album wurde von John McCoy produziert und vom 19. bis 24. Juli 1980 in den Kingsway Recorders Studios aufgenommen. Anschließend erschien eine weitere Single namens Midnight Chaser.
Die Gruppe spielte auf dem Reading Festival 1980 und spielte eine Tour mit Gillan, der Band des ehemaligen Deep-Purple-Sängers Ian Gillan. Im Anschluss warb der Sänger Janick Gers ab. Das Bandgefüge von White Spirit zerbrach
kurz darauf. Mit dem späteren Bad-Company-Sänger Brian Howe und Mick Tucker (später bei Tank) wurde die Single Watch Out aufgenommen, danach löste sich White Spirit endgültig auf.

## Nach dem Split
Janick Gers wurde 1990 Gitarrist bei Iron Maiden und später in der Band von Bruce Dickinson. Graeme Crallan, der später bei Tank spielen sollte, verstarb am 27. Juli 2008 an den Folgen einer Sturzverletzung. Der schwer alkoholkranke Crallan hatte zeit seines Lebens versucht Rockstar zu werden.
Das Debütalbum wurde 2005 von Castle Music als Doppel-CD veröffentlicht, die weitere Demoaufnahmen und B-Seiten enthielt.

## Musikstil
White Spirits Heavy Metal war sehr am progressiven Hard Rock der 1970er Jahre orientiert. Musikalisch wurde die Gruppe daher weniger von Bands wie Motörhead und Judas Priest, sondern vielmehr von Deep Purple beeinflusst. Obwohl die Gruppe auf Grund ihrer Entstehungs- und Veröffentlichungszeit zwar zur NWoBHM gezählt wurde, hat ihr Debütalbum daher eine Sonderstellung.

## Diskografie
- 1980: Backs to the Grind (Single)
- 1980: White Spirit (Album)
- 1981: High Upon High (Single)
- 1981: Midnight Chaser (Single)
- 1982: Watch Out (Single)